# 第4回社会人野球日本選手権大会予選
第4回社会人野球日本選手権大会予選は、第4回社会人野球日本選手権大会の出場チームを決定するために行われた予選の結果をまとめたものである。（1次予選のコールド、延長のイニングは記載しない。）

## 出場枠
- 地区代表22（北海道2、東北2、関東3、中部2、東海北陸2、近畿5、中国2、四国2、九州2）

## 北海道地区
- 1回戦

函館太洋倶楽部　13－2（8回コールド）　札幌フライヤーズ
王子製紙　1－0　札幌トヨペット
大昭和製紙北海道　10－0（7回コールド）　航空自衛隊稚内
日産サニー札幌　3－2　小樽野球協会
札幌鉄道管理局　9－2　旭川鉄道管理局
- 2回戦

北海道拓殖銀行　4－0　函館太洋倶楽部
大昭和製紙北海道　5－0　王子製紙苫小牧
新日鉄室蘭　7－2　日産サニー札幌
電電北海道　6－1　札幌鉄道管理局
- 代表決定戦

北海道拓殖銀行　1－0　大昭和製紙北海道
新日鉄室蘭　6－0　電電北海道
北海道拓殖銀行、新日鉄室蘭が本戦出場

## 東北地区

### 青森県1次予選
- 1回戦

きものセンター　8－1　オール青森
三菱製紙八戸　4－2　自衛隊青森クラブ
- 敗者復活戦

オール青森　6－0　自衛隊青森クラブ
- 準決勝

きものセンター　3－1　三菱製紙八戸
八戸市水道部　10－0　オール青森
- 代表決定戦

八戸市水道部　10－0　きものセンター
八戸市水道部が東北2次予選に進出

### 岩手県1次予選
- 1回戦

福高クラブ　4－1　一関ユニオンクラブ
新日鉄釜石　6－3　アイワ
- 1回戦

岩手銀行　（不戦勝）　オール江刺
盛岡鉄道局　4－0　釜石信金
オール宮古　5－2　オール不来方
一関三星クラブ　10－1　オール釜石
JA岩手県経済連　1－0　東京製綱
全久慈　（不戦勝）　盛友クラブ
福高クラブ　4－1　小野田セメント
新日鉄釜石　（不戦勝）　一戸桜陵クラブ
- 準々決勝

岩手県経済連　7－0　福高クラブ
盛岡鉄道局　8－3　オール宮古
JA岩手県経済連　1－0　一関三星クラブ
新日鉄釜石　10－1　全久慈
- 準決勝（代表決定戦）

岩手銀行　3－2　盛岡鉄道局
新日鉄釜石　5－1　JA岩手県経済連
- 決勝

新日鉄釜石　6－5　岩手銀行
新日鉄釜石、岩手銀行が東北2次予選に進出

### 秋田県1次予選
- 1回戦

秋田相互銀行　5－1　秋田鉄道局
東北肥料　4－4（9回日没引き分け）　秋田経大校友クラブ
東北肥料　12－5　秋田経大校友クラブ
- 準決勝

秋田銀行　10－7　秋田相互銀行
TDK　4－3　東北肥料
- 代表決定戦

TDK　3－1　秋田銀行
TDKが東北2次予選に進出

### 宮城県1次予選
- 1回戦

仙商クラブ　（不戦勝）　亘理クラブ
- 準決勝

電電東北　2－1　東北クラブ
仙台鉄道管理局　2－1　仙商クラブ
- 代表決定戦

仙台鉄道管理局　5－1　電電東北
仙台鉄道管理局が東北2次予選に進出

### 山形県1次予選
- 代表決定戦

山形相互銀行　4－0　鶴岡ヤンガース
山形相互銀行が東北2次予選に進出

### 福島県1次予選
- 1回戦

オール郡山　8－7　須賀川クラブ
全白河野球クラブ　8－0　ニュー相馬
- 1回戦

飯塚病院クラブ　4－1　オール郡山
二本松クラブ　4－3　学石OBクラブ
オール常交　（不戦勝）　福島クラブ
小峰クラブ　6－4　SGクラブ
全白河野球クラブ　3－0　小名浜クラブ
ミドリ十字　3－0　原田クラブ
塙クラブ　1－0　自衛隊福島
ヨークベニマル　8－0　保原クラブ
- 準々決勝

飯塚病院クラブ　7－6　二本松クラブ
オール常交　10－4　小峰クラブ
全白河野球クラブ　5－1　ミドリ十字
ヨークベニマル　10－0　塙クラブ
- 準決勝

オール常交　8－1　飯塚病院クラブ
ヨークベニマル　2－1　全白河野球クラブ
- 代表決定戦

ヨークベニマル　2－0　オール常交
ヨークベニマルが東北2次予選に進出

### 東北2次予選
- 1回戦

岩手銀行　8－2　八戸市水道部
仙台鉄道管理局　2－0　山形相互銀行
新日鉄釜石　1－0　ヨークベニマル
- 準決勝（代表決定戦）

岩手銀行　3－1　仙台鉄道管理局
新日鉄釜石　4－3　TDK
- 決勝

新日鉄釜石　6－0　岩手銀行
新日鉄釜石、岩手銀行が本戦出場

## 関東地区

### 茨城県1次予選
- 1回戦

住友金属鹿島　7－2　日立製作所
水戸鉄道局　5－4　東日本薬品
- 代表決定戦

住友金属鹿島　16－0　水戸鉄道局
住友金属鹿島が関東2次予選に進出

### 群馬県1次予選
- 1回戦

全太田　8－1　伊勢崎レッドソックス
全前橋　3－1　硬友クラブ
- 準決勝

高崎鉄道管理局　6－0　全太田
富士重工業　8－0　全前橋
- 代表決定戦

富士重工業　14－3　高崎鉄道管理局
富士重工業が関東2次予選に進出

### 埼玉県1次予選
- 1回戦

全浦和　6－4　戸田中央病院
日産ディーゼル　10－0　飯能高OBクラブ
本田技研　5－0　エーザイ
- 準決勝

日本通運　7－1　全浦和
本田技研　8－0　日産ディーゼル
- 代表決定戦

日本通運　3－2　本田技研
日本通運が関東2次予選に進出

### 千葉県1次予選
- 1回戦

川崎製鉄千葉　5－3　三井造船千葉
- 準決勝

電電関東　10－1　千葉鉄道管理局
川崎製鉄千葉　9－1　新日鉄君津
- 代表決定戦

川崎製鉄千葉　3－1　電電関東
川崎製鉄千葉が関東2次予選に進出

### 東京都1次予選
- 1回戦

鷺宮製作所　5－3東京ガス
明治生命　4－3　朝日生命
電電東京　2－0　東京鉄道管理局
リッカー　1－0　熊谷組
- 準決勝（代表決定戦）

鷺宮製作所　6－3　明治生命
電電東京　6－0　リッカー
1. ↑  高根沢恒夫投手が失策による走者1人のみの準完全試合を達成。

- 決勝

鷺宮製作所　2－1　電電東京
鷺宮製作所、電電東京が関東2次予選に進出

### 多摩地区1次予選
- 1回戦

東芝府中　6－1　全調布
全府中　4－1　オールスリーボンド
- 決勝

東芝府中　10－1　全府中
東芝府中が関東2次予選に進出

### 神奈川県1次予選
- 1回戦

三菱重工横浜　6－0　横浜高島屋
いすゞ自動車　4－1　相模原市役所
清水建設　2－0　キャタピラー三菱
- 2回戦

日産自動車九州　8－4　三菱自動車川崎
日本鋼管　3－1　三菱重工横浜
東芝　5－3　いすゞ自動車
日本石油　9－1　清水建設
- 準決勝（代表決定戦）

日本鋼管　3－1　日産自動車九州
日本石油　3－1　東芝
- 3位決定戦

東芝　3－1　日産自動車
- 決勝

日本鋼管　5－0　日本石油
日本鋼管、日本石油が関東2次予選に進出

### 関東2次予選
全足利クラブ（栃木県）も出場
- 1回戦

日本石油　1－0　川崎製鉄千葉
日本通運　10－1　全足利クラブ
- 2回戦

電電東京　5－2　東芝富士
住友金属鹿島　7－5　日本鋼管
富士重工業　2－1　日本石油
鷺宮製作所　1－0　日本通運
- 準決勝（代表決定戦）

電電東京　7－3　富士重工業
鷺宮製作所　4－1　住友金属鹿島
- 第3代表決定戦

富士重工業　3－1　住友金属鹿島
- 決勝

電電東京　7－3　鷺宮製作所
電電東京、鷺宮製作所、富士重工業が本戦出場

## 中部地区（新潟、富山、長野、山梨、静岡）

### 山梨県1次予選
- 1回戦

山梨クラブ　4－3　峡北クラブ
山梨球友クラブ　6－1　オール櫛形
- 代表決定戦

山梨球友クラブ　9－5　山梨クラブ
山梨球友クラブが中部2次予選に進出

### 新潟県1次予選
- 1回戦

オール北越　9－0　信越クラブ
小千谷クラブ　6－1　新津クラブ
全飯豊　8－3　長商クラブ
白根野球団　8－1　オール東
新潟コンマーシャル倶楽部　15－2　明石クラブ
長岡クラブ　5－2　新潟クラブ
- 2回戦

国鉄新潟　9－2　オール北越
小千谷クラブ　9－0　全飯豊
新潟コンマーシャル倶楽部　9－4　白根野球団
平和クラブ　4－3　長岡クラブ
- 準決勝

小千谷クラブ　6－5　国鉄新潟
平和クラブ　7－2　新潟コンマーシャル倶楽部
- 代表決定戦

小千谷クラブ　6－4　平和クラブ
小千谷クラブが中部2次予選に進出

### 静岡県1次予選
- 1回戦

清水クラブ　5－3　清水タイガース
岳南クラブ　3－1　東芝富士
静岡物産クラブ　13－13（延長11回日没引き分け）　富士エンゼルス
静岡物産クラブ　7－0　富士クラブ
駿河クラブ　8－1　清豊クラブ
- 2回戦

大昭和製紙　13－0　清水クラブ
日本楽器　15－0　岳南クラブ
河合楽器　16－1　静岡物産クラブ
関東自動車　8－7　駿河クラブ

- 準決勝（代表決定戦）

大昭和製紙　6－1　日本楽器
河合楽器　12－0　関東自動車
- 3位決定戦（代表決定戦）

日本楽器　7－2　関東自動車
- 決勝

大昭和製紙　8－0　河合楽器
大昭和製紙、河合楽器、日本楽器が中部2次予選に進出

### 富山県1次予選
- 代表決定戦（2勝先取）

北陸銀行　4－1　電電富山
北陸銀行　3－0　電電富山
北陸銀行が中部2次予選に進出

### 中部2次予選
三協精機、電電信越（ともに長野県）も出場
- 1回戦

大昭和製紙　26－0（7回コールド）　小千谷クラブ
三協精機　10－0（7回コールド）　山梨球友クラブ
河合楽器　10－1　北陸銀行
電電信越　8－2　日本楽器
- 準決勝（代表決定戦）

三協精機　2－1　大昭和製紙
電電信越　4－1　河合楽器
- 決勝

三協精機　3－2　電電信越
三協精機、電電信越が本戦出場

## 東海北陸地区（愛知、岐阜、三重、石川、福井）
- 1回戦

新日鉄名古屋　9－1（7回コールド）　日通名古屋
トヨタ自動車　3－2　西濃運輸
- 2回戦

電電東海　6－3　王子製紙春日井
愛知トヨタ　6－3　名古屋鉄道管理局
日産サニー愛知　3－1　新日鉄名古屋
トヨタ自動車　7－1　東海理化
サンジルシ醸造　5－1　西川物産
三菱名古屋　13－0（7回コールド）　東邦ガス
本田技研鈴鹿　5－2　松阪クラブ
電電北陸　12－1（7回コールド）　名古屋日産
- 3回戦

電電東海　9－3　日産サニー愛知
愛知トヨタ　3－1　サンジルシ醸造
トヨタ自動車　1－0　三菱名古屋
本田技研鈴鹿　5－1　電電北陸
- 代表決定戦

電電東海　4－3　愛知トヨタ
本田技研鈴鹿　1－0　トヨタ自動車
電電東海、本田技研鈴鹿が本戦出場

## 近畿地区

### 京都府1次予選
- 1回戦

ユニチカ　5－1　京都市役所
キョートビルクラブ　7－3　洛友クラブ
辻和　1－0　京都信用金庫
大丸　8－3　第一紙行
三菱自動車京都　6－2　西京クラブ
- 2回戦（代表決定戦）

辻和　8－2　丸勝
大丸　5－3　日本新薬
三菱自動車京都　10－1　高島屋京都
ユニチカ　8－3　キョートビルクラブ
- 準決勝

辻和　7－0　ユニチカ
大丸　2－1　三菱自動車京都
- 決勝

大丸　2－0　辻和
大丸、辻和、ユニチカ、三菱自動車京都が近畿2次予選に進出

### 大阪府1次予選
- 1回戦

全三和銀行　3－2　高島屋
大和銀行　3－0　住友銀行
電電近畿　15－0　大阪ペーシェンスクラブ
- 2回戦（代表決定戦）

日本生命　6－0　全三和銀行
新日鉄堺　4－0　旭化成
松下電器　7－0　大和銀行
電電近畿　6－1　デュプロ
- 準決勝

日本生命　7－4　新日鉄堺
電電近畿　3－2　松下電器
- 決勝

日本生命　5－0　電電近畿
- 敗者復活1回戦

全三和銀行　16－0　旭化成
デュプロ　3－1　大和銀行
- 第五代表決定戦

デュプロ　6－0　全三和銀行
日本生命、電電近畿、新日鉄堺、松下電器、デュプロが近畿2次予選に進出

### 兵庫県1次予選
- 1回戦（代表決定戦）

石川島播磨重工業　2－1　小西酒造
鐘淵化学　5－4　新日鉄広畑
三菱重工神戸　4－2　川崎重工
川崎製鉄神戸　1－0　神戸製鋼
- 準決勝

鐘淵化学　8－1　石川島播磨重工業
三菱重工神戸　5－2　川崎製鉄神戸
- 決勝

鐘淵化学　3－2　三菱重工神戸
鐘淵化学、三菱重工神戸、石川島播磨重工業、川崎製鉄神戸、神戸製鋼が近畿2次予選に進出

### 近畿2次予選
東レ（滋賀県）、住友金属（和歌山県）も出場
- 1回戦

神戸製鋼　2－0　電電近畿
辻和　2－1　石川島播磨重工業
三菱重工神戸　3－1　デュプロ
三菱自動車京都　7－1　日本生命
住友金属　10－1（7回コールド）　川崎製鉄神戸
大丸　7－2　新日鉄堺
松下電器　4－0　東レ
鐘淵化学　3－0　ユニチカ
- 代表決定戦

住友金属　10－1　大丸
鐘淵化学　3－2　松下電器
神戸製鋼　3－2　辻和
三菱自動車京都　2－0　三菱重工神戸
- 敗者復活1回戦

辻和　4－0　三菱重工神戸
松下電器　8－4　大丸
- 敗者復活代表決定戦

松下電器　7－2　辻和
住友金属、鐘淵化学、神戸製鋼、三菱自動車京都、松下電器が本戦出場

## 中国地区

### 岡山県1次予選
- 代表決定リーグ戦

川崎製鉄水島　11－1　三井造船玉野
川崎製鉄水島　5－4　三菱自動車水島
三菱自動車水島　9－1　三井造船玉野
全チームが中国2次予選に進出

### 広島県1次予選
- 1回戦

常石鉄工　5－0　山本鋼材
- 2回戦

三菱重工広島　1－0　日本鋼管福山
東洋工業　4－3　国鉄広島
電電中国　6－4　広島マツダ
常石鉄工　3－1　三菱重工三原
- 準決勝（代表決定戦）

三菱重工広島　4－0　常石鉄工
電電中国　6－3　東洋工業
- 3位決定戦（代表決定戦）

常石鉄工　1－0　東洋工業
- 決勝

三菱重工広島　9－1　電電中国
三菱重工広島、電電中国、常石鉄工が中国2次予選に進出

### 山口県1次予選
- 1回戦

田辺製薬　6－0　あいけいクラブ
- 2回戦（代表決定戦）

新日鉄光　2－1　協和発酵
田辺製薬　4－0　全防府
- 決勝

新日鉄光　9－0　田辺製薬
新日鉄光、田辺製薬が中国2次予選に進出

### 中国2次予選
- 1回戦

三井造船玉野　4－1　田辺製薬
三菱重工広島　7－2　三菱自動車水島
新日鉄光　4x－3（延長11回）　電電中国
川崎製鉄水島　7－6　常石鉄工
- 代表決定戦

三井造船玉野　3－0　三菱重工広島
新日鉄光　4x－3　川崎製鉄水島
- 決勝

新日鉄光　13－1（7回コールド）　三井造船玉野
新日鉄光、三井造船玉野が本戦出場

## 四国地区
- 1回戦

四国銀行　6－3　国鉄四国
丸善石油　8－0（7回コールド）　鳴門野球クラブ
- 2回戦

大倉工業　4－0　大林自動車
電電四国　1－0　四国銀行
丸善石油　5－0　阿波銀行
愛媛相互銀行　2－1　伊予銀行
- 代表決定戦

電電四国　2－0　大倉工業
丸善石油　5－4　愛媛相互銀行
- 決勝

電電四国　8－4　丸善石油
電電四国、丸善石油が本戦出場

## 九州地区
- 1回戦

門司鉄道局　5－2　あけぼの通商
新日鉄大分　5－2　三菱重工長崎
九州産交　5－3　大分鉄道管理局
熊本鉄道局　3－1　鹿児島鉄道局
- 2回戦

門司鉄道局　5－2　日鉱佐賀関
新日鉄大分　8－0　日立造船有明
九州産交　6－1　電電九州
新日鉄八幡　4－1　熊本鉄道局
- 代表決定戦

門司鉄道局　7－2　新日鉄大分
九州産交　1－0　新日鉄八幡
- 決勝

九州産交　4－2　門司鉄道局
九州産交、門司鉄道局が本戦出場